# Богуславська сільська рада (Борівський район)
Богусла́вська сільська́ ра́да — адміністративно-територіальна одиниця та орган місцевого самоврядування в Борівському районі Харківської області. Адміністративний центр — село Богуславка.

## Загальні відомості
- Богуславська сільська рада утворена 27 лютого 1943 року.
- Територія ради: 91,71 км²
- Населення ради: 2 072 особи (станом на 2001 рік)
- Водоймища на території, підпорядкованій даній раді: річка Лозова, Оскільське водосховище.

## Населені пункти
Сільській раді були підпорядковані населені пункти:
- с. Богуславка
- с. Загризове
- с. Лозова
- с. Нова Кругляківка

## Склад ради
Рада складалася з 18 депутатів та голови.
- Голова ради: Мальченко Володимир Степанович
- Секретар ради: Фесенко Олена Леонідівна

### Керівний склад попередніх скликань
| Прізвище, ім'я, по батькові    | Основні відомості                                                                       | Дата обрання | Дата звільнення |
| ------------------------------ | --------------------------------------------------------------------------------------- | ------------ | --------------- |
| Біль Петро Іванович            | Сільський голова, 1949 року народження, член Комуністичної партії України               | 26.03.2006   | 31.10.2010      |
| Мальченко Володимир Степанович | Сільський голова, 1963 року народження, освіта середня спеціальна, член Партії регіонів | 31.10.2010   |                 |

Примітка: таблиця складена за даними сайту Верховної Ради України

### Депутати
За результатами місцевих виборів 2010 року депутатами ради стали:

#### За суб'єктами висування
| Суб'єкт висування                                       | Кількість обраних депутатів | %    |
| ------------------------------------------------------- | --------------------------- | ---- |
| Партія регіонів                                         | 9                           | 50   |
| Комуністична партія України                             | 6                           | 33,3 |
| Самовисування                                           | 2                           | 11,1 |
| Політична партія Всеукраїнське об'єднання «Батьківщина» | 1                           | 5,6  |

#### За округами
| № округу                                                | Прізвище, ім'я, по батькові      | Дата визнання обраним | Освіта             | Партійна приналежність                        | Відомості про обраного депутата |
| ------------------------------------------------------- | -------------------------------- | --------------------- | ------------------ | --------------------------------------------- | --- |
| Комуністична партія України                             |                                  |                       |                    |                                               | |
| 3                                                       | Сядристий Іван Федорович         | 04.11.2010            | середня спеціальна | член Комуністичної партії України             | СТОВ «Богуславське», охоронець |
| 10                                                      | Куриленко Людмила Михайлівна     | 04.11.2010            | вища               | член Комуністичної партії України             | тимчасово не працює |
| 11                                                      | Жорнік Олександр Степанович      | 04.11.2010            | вища               | член Комуністичної партії України             | Державна ветеринарна лікарня, ветлікар                                                                                              |
| 12                                                      | Дворнік Павло Олександрович      | 04.11.2010            | середня спеціальна | член Комуністичної партії України             | тимчасово не працює |
| 14                                                      | Гойда Олександр Миколайович      | 15.11.2010            | середня спеціальна | член Комуністичної партії України             | АК «Харківобленерго», електрик |
| 17                                                      | Гонтар Олександр Григорович      | 04.11.2010            | середня спеціальна | член Комуністичної партії України             | тимчасово не працює |
| Партія регіонів                                         |                                  |                       |                    |                                               | |
| 1                                                       | Льовочкіна Наталія Олександрівна | 04.11.2010            | середня            | член Партії регіонів                          | тимчасово не працює |
| 2                                                       | Шишкін Володимир Олександрович   | 04.11.2010            | середня            | член Партії регіонів                          | ТОВ «Альфа- Финанс», спеціаліст |
| 4                                                       | Савченко Ольга Петрівна          | 04.11.2010            | середня            | член Партії регіонів                          | тимчасово не працює |
| 5                                                       | Зарудна Ольга Сергіївна          | 04.11.2010            | середня            | член Партії регіонів                          | тимчасово не працює |
| 6                                                       | Логвіненко Анастасія Василівна   | 04.11.2010            | вища               | член Партії регіонів                          | Богуславська загальноосвітня школа, заступник директора                                                                             |
| 7                                                       | Рещиковець Валентина Василівна   | 04.11.2010            | вища               | член Партії регіонів                          | Богуславська загальноосвітня школа, директор                                                                                        |
| 9                                                       | Єрохіна Лариса Миколаївна        | 04.11.2010            | середня            | член Партії регіонів                          | Богуславський відділзв'язку, листоноша                                                                                              |
| 15                                                      | Павленко Ольга Василівна         | 04.11.2010            | середня            | член Партії регіонів                          | Богуславська сільська рада, секретар                                                                                                |
| 18                                                      | Фесенко Олена Леонідівна         | 04.11.2010            | вища               | член Партії регіонів                          | тимчасово не працює |
| Політична партія Всеукраїнське об'єднання «Батьківщина» |                                  |                       |                    |                                               | |
| 16                                                      | Заєць Ольга Іванівна             | 15.11.2010            | вища               | член Всеукраїнського об'єднання «Батьківщина» | Загризовське відділення зв'язку, начальник                                                                                          |
| Самовисування                                           |                                  |                       |                    |                                               | |
| 8                                                       | Калашніков Олег Олександрович    | 04.11.2010            | вища               | позапартійний                                 | пенсіонер |
| 13                                                      | Святенко Сергій Олександрович    | 15.11.2010            | вища               | позапартійний                                 | Упрваліня агропомислового розвитку Борівської районної Державної адміністрації, головний спеціаліст відділу організації виробництва |